# Taxi (komediserie)
För den amerikanska komediserien, se Taxi (TV-serie).
Taxi är en svensk komediserie från 2014 i regi av Felix Herngren med manus av Andreas T Olsson som producerades av FLX och hade premiär i september 2014 på SVT Flow och SVT Play.
Taxi är en relationskomedi i åtta delar som utspelar sig i baksätet på en taxibil och som handlar om det neurotiska paret Alice och Magnus. Under åtta taxiresor hinner vi få veta en hel del om deras relation. De har varit tillsammans i 10 år och nu måste de bestämma sig om de skall fortsätta tillsammans. Alice och Magnus spelas av Jennie Silfverhjelm och Andreas T Olsson. Som taxichaufför gästspelar olika skådespelare, bland annat Mats Bergman och Per Svensson.
Taxi nominerades till Banff Rockie Awards 2015 i kategorin Digital Scripted Series. och till Det svenska humorpriset 2015 i kategorin Årets humorprogram Play.